# Vesak

Roda del dharma

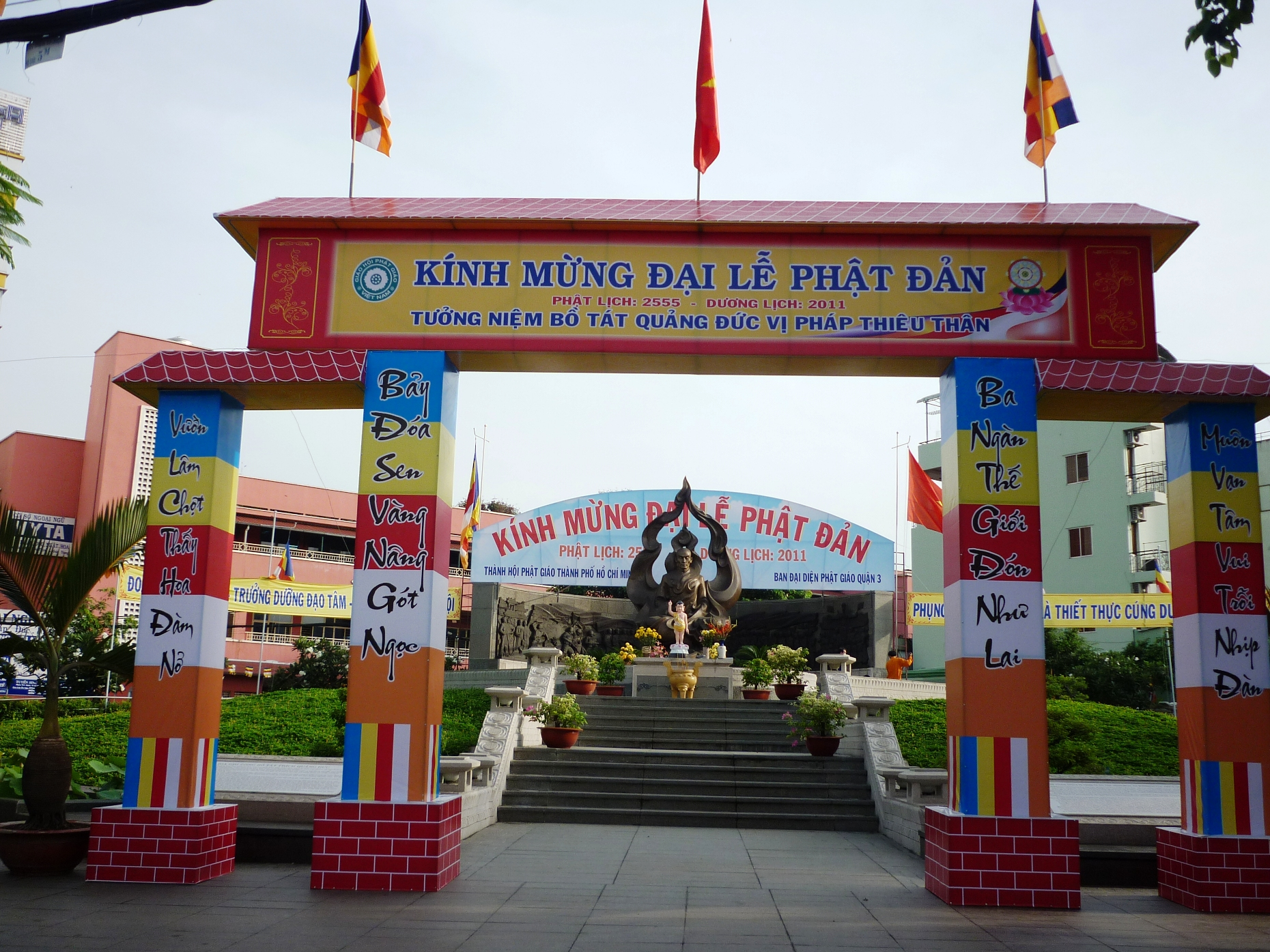
Decoració per celebrar el Phật Đảnté o Vesak el 13 de maig de 2011

La paraula Vesak o Phật Đảnté, té el seu origen en el primer mes del calendari hindú. És el dia més sagrat del calendari budista en què se celebra l'existència i il·luminació de Siddharta Gautama, el Buda.
A tots els països de l'Àsia amb forta presència budista acostuma a ser festa de vacances i en general és celebrat en tot el món budista. La decisió de celebrar el Vesak a nivell mundial per recordar el Buda es va prendre el 1950 en una conferència de la World Fellowship of Buddhists (WFB). Coincidint amb el fet que el calendari budista és de tipus lunar, es va acordar celebrar-la, a la lluna plena del mes de maig. Durant la celebració del Vesak els budistes acudeixen a temples i fan ofrenes.

## Festival
El Mestre tibetà Djwhal Khul convidava el 1925 a tots els deixebles a celebrar el festival durant un segle i a donar suport als fins de la Jerarquia Espiritual, centrant la meditació per aquests dies en pensaments d'amor amb base a la llei d'atracció. Això perquè visionava com probabilitat imminent l'aparició de l'Avatar cap a finals del segle xx, qui apareixeria com un instructor «d'Amor i d'Unitat», establint grups actius a tota ciutat i a tot país, que treballarien per aconseguir la fraternitat a tot lo científic, econòmic, social i religiós.